# Jeppe Erenbjerg
Jeppe Erenbjerg (29 april 2000) is een Deens voetballer die in 2024 Boldklubben 1893 verruilde voor tweedeklasser SV Zulte Waregem. De aanvaller tekende er een contract tot 30 juni 2026. Erenbjerg heeft een vriendin die ook voetbalt, Josefine Funch. Zij speelt bij FC Nordsjælland.

## Carrière

### Boldklubben 1893
Na de jeugdreeksen van Boldklubben te doorlopen hebben, mocht Erenbjerg op 3 november 2018 aansluiten bij het eerste elftal. Boldklubben wist in het seizoen 2022-2023 na negentien seizoenen terug te promoveren naar de Deense Tweede klasse waarin Jeppe goed was voor 14 doelpunten en 9 assists.

### SV Zulte Waregem
Nadat de reguliere competitie in Denemarken beëindigde, kwam er interesse vanuit België. Erenbjerg was de enige aanwinst van Zulte Waregem die er vanaf dag een van de voorbereiding bij liep. Hij maakte zijn competitiedebuut voor de club op 18 augustus 2024 en wist de week daarop de 1-0 te scoren tegen KMSK Deinze, dat eindigde op een 2-2.

## Statistieken
| Seizoen | Club             | Land                | Competitie      | Competitie | Competitie | Beker | Beker | Totaal | Totaal |
| Seizoen | Club             | Land                | Competitie      | Wed.       | Dlp.       | Wed.  | Dlp.  | Wed.   | Dlp.   |
| ------- | ---------------- | ------------------- | --------------- | ---------- | ---------- | ----- | ----- | ------ | ------ |
| 2017/18 | Boldklubben O19  | Vlag van Denemarken | Jeugdcompetitie | 18         | 2          | —     | —     | 18     | 2      |
| 2017/18 | Boldklubben 1893 | Vlag van Denemarken | Tweede divisie  | 1          | 0          | —     | —     | 1      | 0      |
| 2018/19 | Boldklubben 1893 | Vlag van Denemarken | Tweede divisie  | 14         | 5          | —     | —     | 14     | 5      |
| 2018/19 | Boldklubben O19  | Vlag van Denemarken | Jeugdcompetitie | 8          | 0          | —     | —     | 8      | 0      |
| 2019/20 | Boldklubben 1893 | Vlag van Denemarken | Tweede divisie  | 19         | 2          | —     | —     | 19     | 2      |
| 2020/21 | Boldklubben 1893 | Vlag van Denemarken | Tweede divisie  | 26         | 9          | 5     | 1     | 31     | 10     |
| 2021/22 | Boldklubben 1893 | Vlag van Denemarken | Tweede divisie  | 32         | 12         | 2     | 0     | 34     | 12     |
| 2022/23 | Boldklubben 1893 | Vlag van Denemarken | Tweede divisie  | 30         | 9          | 1     | 0     | 31     | 9      |
| 2023/24 | Boldklubben 1893 | Vlag van Denemarken | Eerste divisie  | 32         | 8          | 3     | 6     | 35     | 14     |
| 2024/25 | SV Zulte Waregem | Vlag van België     | Eerste Klasse B | 16         | 5          | 3     | 0     | 19     | 5      |
| Totaal  | Totaal           | Totaal              | Totaal          | 196        | 52         | 14    | 7     | 210    | 59     |

Bijgewerkt tot 22 december 2024.